# Лопатін Михайло Олексійович
Миха́йло Олексі́йович Лопа́тін (1 липня 1940, Могильовська область, Білорусь — 25 квітня 2022) — український військовик та науковець. Генерал-полковник. Командувач військами Протиповітряної оборони України (1992—1996). Кандидат військових наук.

## Життєпис
Народився 1 липня 1940 року у селі Свобода Клічевського району Могильовська область Білорусь. В його сім'ї було семеро дітей — він став другою за рахунком дитиною.
У 1961 році закінчив Даугавпілське військове авіаційне училище.
У 1970 — Мінське вище зенітне ракетне інженерне училище.
У 1984 — Військову академію ППО Сухопутних військ.
Кандидат військових наук.
Проходив службу на острові Куба та був нагороджений медаллю «За відвагу» і почесною грамотою Міністра РЗС Куби.
З жовтня 1962 по квітень 1964 року брав участь у військовій стратегічній операції «Анадир» у період Карибської кризи 1962 року на посаді старшого техніка батареї зенітного ракетного дивізіону.
З 1988 по 1989 рр. — начальник штабу, а з серпня 1989 року — командувач 8-ї окремої армії військ Протиповітряної оборони.
27 травня 1992 року призначений командувачем Військ Протиповітряної оборони України, з 17 лютого 1993 року — командувач Військ ППО — заступник командувача Військово-Повітряних Сил України.
18 лютого 1994 року Указом Президента України було призупинено створення єдиного виду Збройних Сил України на базі ВПС та Сил ППО, генерал-лейтенанта Михайла Лопатіна призначено командувачем Сил Протиповітряної оборони України.
20 квітня 1995 року, Указом Президента України, після поновлення проведення заходів щодо створення військ Повітряної оборони України, призначений командувачем новоствореного виду.
З червня по листопад 1996 року перший заступник начальника Академії Збройних Сил України.
У квітні 1997 року звільнений з лав Збройних Сил України у відставку.
Звільнившись з військової служби, працював першим заступником голови правління ВАТ «Спец-Авіа» з обслуговування сільськогосподарських підприємств України. Веде активну громадську діяльність, обраний головою Української Спілки воїнів-інтернаціоналістів — «кубинців», членом керівних органів Організації ветеранів України.
Помер 25 квітня 2022 року.

## Нагороди та відзнаки
- Орден «За службу Батьківщині в Збройних Силах СРСР» ІІІ та ІІ ст.,
- Орден Олександра Невського (СРСР),
- Медаль «За відвагу»,
- Почесна грамота Міністра Революційних Збройних Сил Куби,
- Почесна грамота Президії Верховної Ради УРСР
- нагороджений 14 медалями.